# Rošca
Rošca (cyr. Рошца) – wieś w Czarnogórze, w gminie Danilovgrad. W 2011 roku liczyła 39 mieszkańców.